# Tetra-amelia

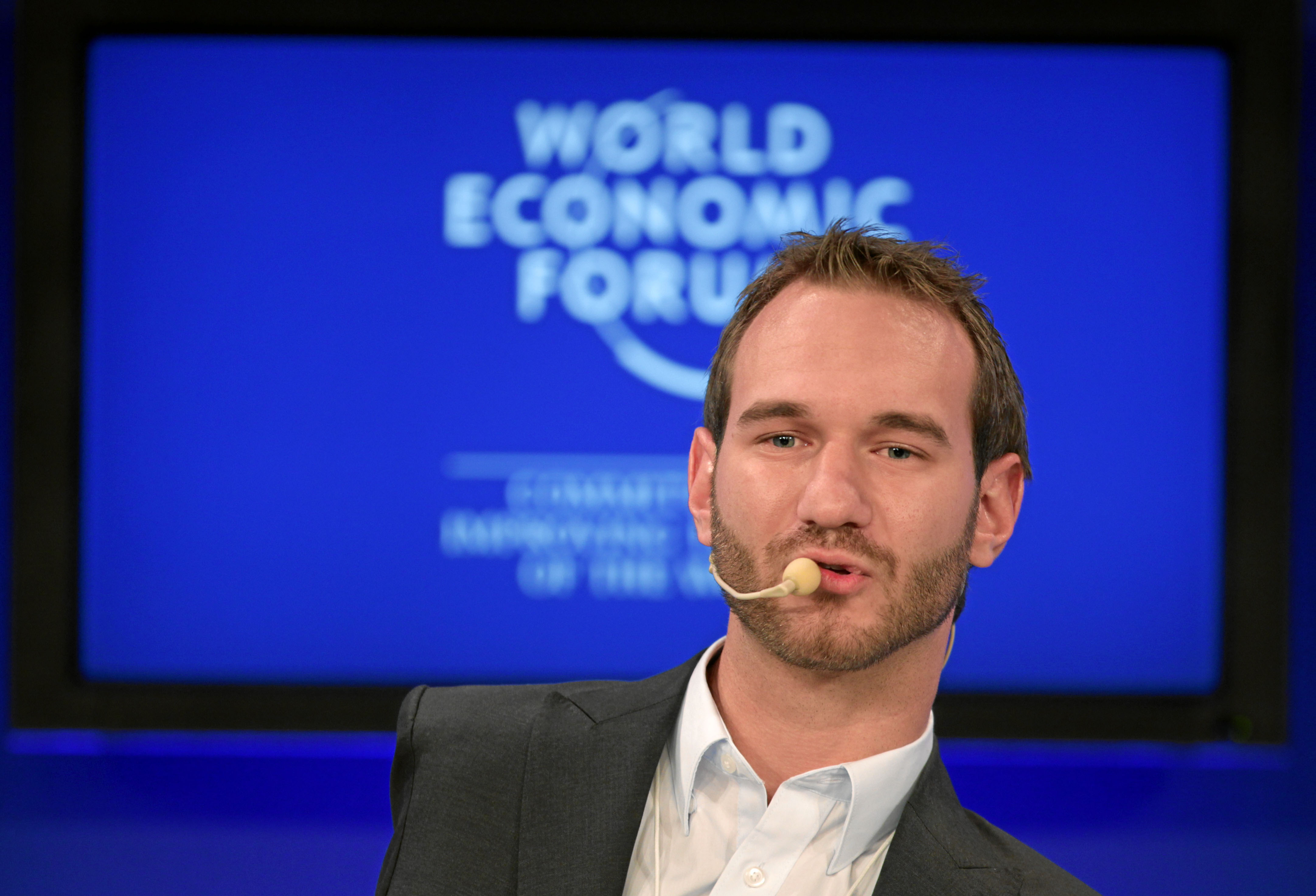
Nick Vujicic, um palestrante motivacional que tem a sindrome Tetra-amelia

Tetra-amelia é uma síndrome humana de rara ocorrência caracterizada por uma falha na formação embrionária, que acarreta a ausência dos quatro membros. Malformações em outras partes do corpo, como cabeça, coração, esqueleto, genitália e pulmões podem ocorrer concomitantemente, fazendo com que a maioria dos portadores não sobreviva após o nascimento. O termo vem do grego "tetra", quatro, e "amelia", ou falha no desenvolvimento do membro.
Um exemplo dessa anomalia, está no palestrante motivacional australiano Nick Vujicic.

## Causas
Em alguns portadores da síndrome, foi identificada uma mutação no gene WNT3. Em outros casos, a causa não foi identificada, sendo apontada como possivelmente relacionada a mutações desconhecidas no gene WNT3 ou em outros genes ligados ao desenvolvimento embrionário dos membros.
Na maior parte dos casos, a tetra-amelia aparenta seguir o padrão de uma herança autossômica recessiva, ou seja, ambos os pais de um indivíduo portador carregam o gene mutante, sem contudo apresentarem sintomas da doença.

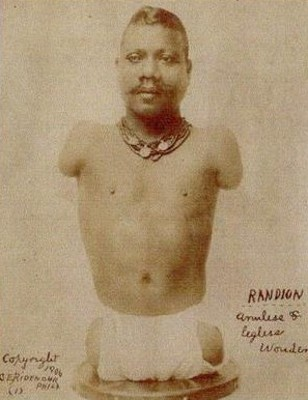
Prins Randian
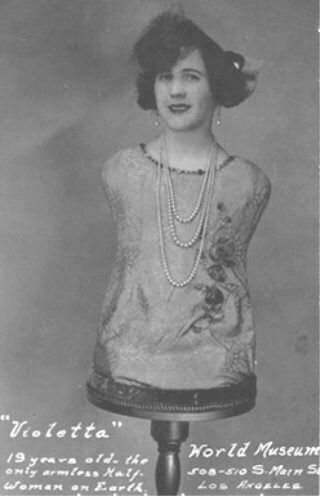
Voiletta
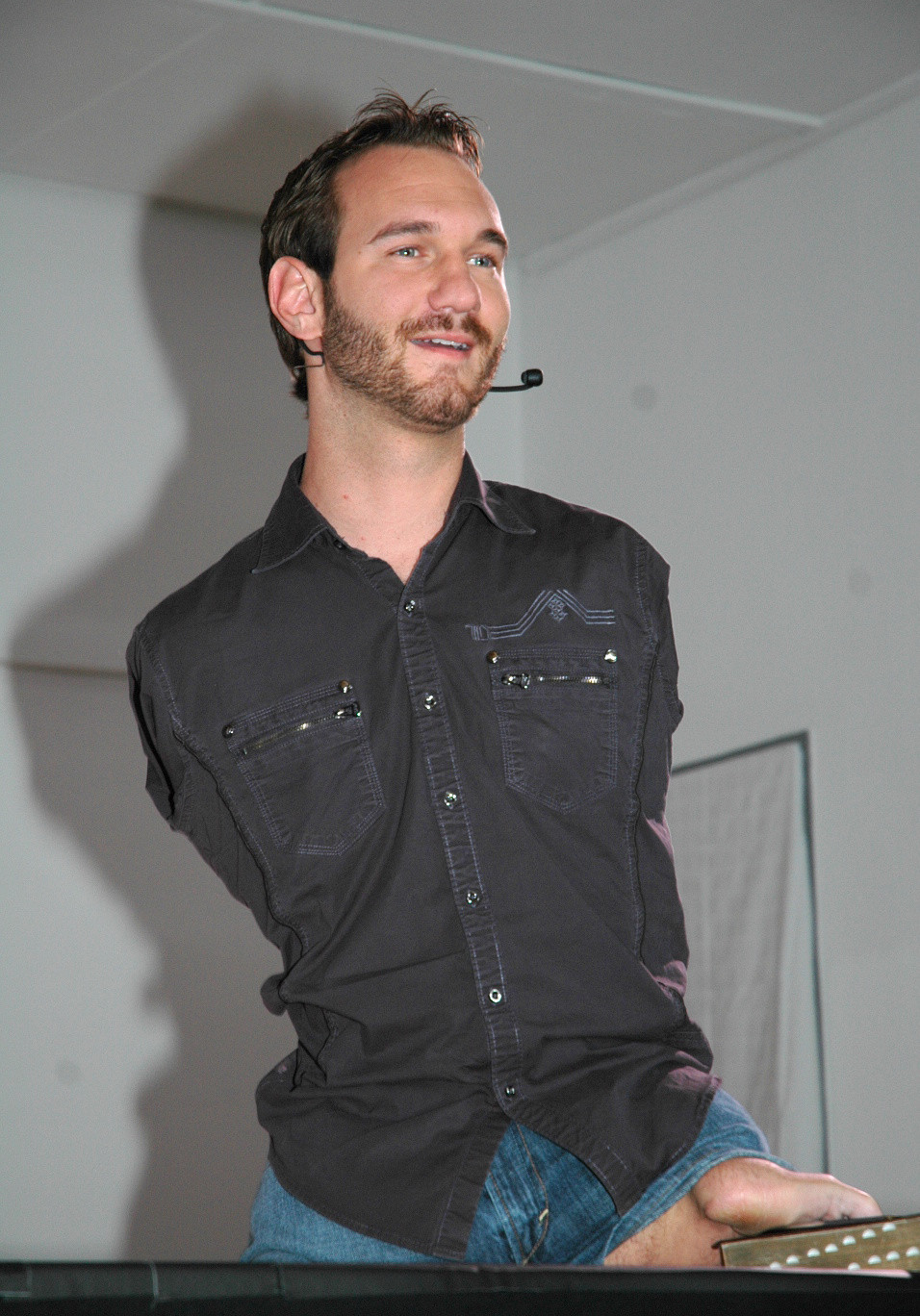
Nick Vujicic